# Otacílio Gonçalves
Otacílio Gonçalves (sinh ngày 16 tháng 6 năm 1940) là một huấn luyện viên và cựu cầu thủ bóng đá người Brasil.

## Sự nghiệp Huấn luyện viên
Otacílio Gonçalves đã dẫn dắt Internacional, Atlético Paranaense, Coritiba, Grêmio, Portuguesa, Palmeiras và Yokohama Flügels.